# Долинівська сільська рада (Арцизький район)
Доли́нівська сільська́ ра́да — колишня  адміністративно-територіальна одиниця та орган місцевого самоврядування в Арцизькому районі Одеської області. Адміністративний центр — село Долинівка.

## Загальні відомості
Долинівська сільська рада утворена в 1940 році.
- Територія ради: 43,8 км²
- Населення ради: 751 особа (станом на 2001 рік)
- Територією ради протікає річка Когильник

## Населені пункти
Сільській раді були підпорядковані населені пункти:
- с. Долинівка

## Населення
За переписом населення 2001 року в сільській раді мешкала 741 особа.

### Мова
Розподіл населення за рідною мовою за даними перепису 2001 року:
| Мова       | Відсоток |
| ---------- | -------- |
| російська  | 79,36 %  |
| українська | 17,04 %  |
| болгарська | 2,13 %   |
| молдовська | 1,33 %   |
| гагаузька  | 0,13 %   |

## Склад ради
Рада складалася з 14 депутатів та голови.
- Голова ради:
- Секретар ради: Богач Любов Герасимівна

### Керівний склад попередніх скликань
| Прізвище, ім'я, по батькові | Основні відомості                                                         | Дата обрання | Дата звільнення |
| --------------------------- | ------------------------------------------------------------------------- | ------------ | --------------- |
| Тодоров Василь Іванович     | Сільський голова, 1964 року народження, освіта вища, безпартійний         | 26.03.2006   | 31.10.2010      |
| Тодоров Василь Іванович     | Сільський голова, 1964 року народження, освіта вища, член Партії регіонів | 31.10.2010   | 09.10.2014      |

Примітка: таблиця складена за даними сайту Верховної Ради України

### Депутати
За результатами місцевих виборів 2010 року депутатами ради стали:

#### За суб'єктами висування
| Суб'єкт висування                                       | Кількість обраних депутатів | %    |
| ------------------------------------------------------- | --------------------------- | ---- |
| Партія регіонів                                         | 12                          | 85,7 |
| Політична партія Всеукраїнське об'єднання «Батьківщина» | 2                           | 14,3 |

#### За округами
| № округу                                                | Прізвище, ім'я, по батькові         | Дата визнання обраним | Освіта  | Партійна приналежність                        | Відомості про обраного депутата                    |
| ------------------------------------------------------- | ----------------------------------- | --------------------- | ------- | --------------------------------------------- | -------------------------------------------------- |
| Партія регіонів                                         |                                     |                       |         |                                               |                                                    |
| 1                                                       | Арабаджи Василь Іванович            | 01.11.2010            | середня | член Партії регіонів                          | тимчасово не працює                                |
| 2                                                       | Кондак Володимир Михайлович         | 01.11.2010            | середня | член Партії регіонів                          | фермерське господарство «Кондюк», голова           |
| 4                                                       | Криваніч Юрій Іванович              | 01.11.2010            | середня | позапартійний                                 | тимчасово не працює                                |
| 5                                                       | Старцев Іван Іванович               | 01.11.2010            | середня | член Партії регіонів                          | тимчасово не працює                                |
| 6                                                       | Остапюк Наталя Іванівна             | 01.11.2010            | середня | член Партії регіонів                          | тимчасово не працює                                |
| 7                                                       | Яковлева Ольга Олексіївна           | 01.11.2010            | середня | член Партії регіонів                          | тимчасово не працює                                |
| 8                                                       | Курманський Володимир Олександрович | 01.11.2010            | середня | позапартійний                                 | тимчасово не працює                                |
| 9                                                       | Довганіч Петро Федорович            | 01.11.2010            | вища    | позапартійний                                 | пенсіонер                                          |
| 10                                                      | Богач Любов Герасимівна             | 01.11.2010            | вища    | член Партії регіонів                          | Долинівська сільська рада, секретар                |
| 11                                                      | Дімов Харлампій Пантелійович        | 01.11.2010            | вища    | член Партії регіонів                          | Долинівський навчально-виховний комплекс, директор |
| 13                                                      | Климова Ірина Іванівна              | 01.11.2010            | середня | член Партії регіонів                          | Долинівський навчально-виховний комплекс, кухар    |
| 14                                                      | Гаврилко Сергій Олександрович       | 01.11.2010            | вища    | позапартійний                                 | приватний підприємець                              |
| Політична партія Всеукраїнське об'єднання «Батьківщина» |                                     |                       |         |                                               |                                                    |
| 3                                                       | Павлова Тетяна Федорівна            | 01.11.2010            | середня | член Всеукраїнського об'єднання «Батьківщина» | тимчасово не працює                                |
| 12                                                      | Мунтян Євгенія Борисівна            | 01.11.2010            | середня | член Всеукраїнського об'єднання «Батьківщина» | тимчасово не працює                                |